# قایق توپ‌دار آتامی
قایق توپ‌دار آتامی (به انگلیسی: Japanese gunboat Atami) یک کشتی است که طول آن ۲۵۷ فوت ۷ اینچ (۷۸٫۵۱ متر) می‌باشد.